# Clodius Albinus
Decimus Clodius Septimius Albinus (140/150-197), kortweg Clodius Albinus, was tijdens de Romeinse Burgeroorlog (193-197) achtereenvolgens een opstandige keizer tegen keizer Didius Julianus, een kroonprins (Caesar) benoemd door Septimius Severus en een opstandige keizer tegen Septimius Severus door wie hij uiteindelijk verslagen werd in de Slag bij Lugdunum op 19 februari 197.

## Leven
Clodius Albinus werd geboren in een aristocratische familie in Hadrumetum (het huidige Sousse) in de provincie Africa. Volgens zijn vader kreeg hij de naam Albinus vanwege de buitengewone witheid van zijn lichaam. Hij toonde grote geschiktheid voor een militair leven. Op jonge leeftijd ging hij het leger in. Daar diende hij met grote onderscheiding vooral tijdens de opstand van Avidius Cassius in 175 tegen keizer Marcus Aurelius. Zijn verdiensten werden door de keizer erkend in twee brieven waarin hij Albinus een Africaan noemt, die slechts in weinig op zijn landgenoten leek, maar prijzenswaardig was voor zijn militaire ervaring en de ernst van zijn karakter. De Keizer verklaarde eveneens dat zonder Albinus de legioenen (in Bithynia) zouden zijn overgegaan naar Avidius Cassius en dat hij van plan was om hem tot consul te kiezen.
Keizer Commodus gaf Albinus een commando in Gallia Belgica en daarna in Britannia. Nadat een vals gerucht was verspreid dat Commodus overleden zou zijn, veroordeelde Albinus in een toespraak voor zijn legionnairs in Britannia keizer Commodus en noemde hem een tiran. Hij vertelde dat het voor het Romeinse Rijk goed zou zijn om de Senaat zijn oude macht en waardigheid terug te geven. De Senaat was erg blij met deze uitspraken, maar deze uitlatingen vielen verkeerd bij de helemaal niet overleden keizer. Deze stuurde Junius Severus naar Britannia om Albinus van zijn commando te ontheffen, compleet in tegenstelling tot korte tijd voordien waarop Albinus van de keizer nog de titel van Caesar aangeboden had gekregen. Op dat moment moet Albinus een zeer gerespecteerd man zijn geweest. Hij had evenwel geweigerd. Niettegenstaande de benoeming van Junius Severus als zijn opvolger behield Albinus zijn commando tot na de moord op Commodus en zijn opvolger Pertinax in 193.
Nadat Pertinax was vermoord, "verkochten" de pretoriaanse prefect Aemilius Laetus en zijn mannen, die de moord hadden gearrangeerd, de keizerlijke troon aan Didius Julianus, een rijke senator en ex-gouverneur van Gallia Belgica. Hierdoor werd Didius Julianus effectief tot keizer verheven, maar een reeks van muiterijen van de troepen in de provincies betekende dat de strijd wie de volgende keizer zou worden, verre van beslist was. Onmiddellijk daarna werden Pescennius Niger door de legioenen in Syria (drie legioenen), Septimus Severus door de troepen aan de Donaugrens (acht legioenen) en Albinus door de legers in Britannia en Gallia (vier legioenen) tot keizer verheven.
In de burgeroorlog die volgde was Albinus aanvankelijk een bondgenoot van Septimius Severus, die aan het einde van de lente 193 vanuit Pannonia intussen Rome had veroverd. Albinus voegde diens naam Septimius aan zijn eigen namen toe en aanvaardde van Septimius Severus nu wel de titel van Caesar; de twee heren deelden in 194 zelfs het consulaat. Albinus bleef effectief heerser over het westelijke deel van het Rijk met de steun van zijn drie Britse en één Spaans legioen. Toen Didius Julianus in opdracht van de Senaat, die de macht van Septimius Severus zeer vreesde, ter dood werd veroordeeld, richtte Severus zijn macht eerst tegen Pescennius Niger in het oosten. Na de nederlaag en de dood van Niger in 194, en de volledige nederlaag van diens aanhangers, vooral na de val van Byzantium in 196 (na een beleg van twee jaar), besloot Severus naar de alleenheerschappij over het Romeinse Rijk te streven. Hij verhief zijn oudste zoon, Caracalla tot medekeizer. Albinus zag het gevaar van zijn positie en bereidde zijn verdediging voor. Hij ontsnapte ternauwernood aan een moordpoging door een boodschapper van Septimius Severus. Hij zette zichzelf aan het hoofd van een leger dat naar men zegt 150.000 manschappen telde.
In de herfst van 196 riep Albinus op zijn beurt zichzelf tot keizer uit (Imperator Caesar Decimus Clodius Septimius Albinus Augustus). Hij stak vanuit Britannia over naar Gallia. Hij nam het overgrote deel van de in Britannia gelegerde troepen mee naar Gallia. Hij versloeg de aan Severus trouwgebleven legaat Virius Lupus, de gouverneur van Germania Inferior, en wist beslag te leggen op de in Gallia aanwezige militaire middelen. Hoewel hij nu zijn hoofdkwartier in Lugdunum kon opslaan, was hij niet in staat om de steun van de aan de Rijn gelegerde legioenen voor zich te winnen.
Op 19 februari 197 ontmoetten de legers van Albinus en Severus elkaar in de slag bij Lugdunum, Na een harde strijd, waar volgens Dio Cassius aan weerszijden 150.000 troepen tegen over elkaar stonden, werd Albinus' leger verslagen en pleegde hij zelfmoord. Mogelijk werd hij levend gevangengenomen en op bevel van Severus geëxecuteerd. Severus zou zijn naakte lichaam op de grond voor hem hebben laten leggen en het als een laatste daad van vernedering door zijn paard hebben laten vertrappelen. In eerste instantie werden Albinus' vrouw en kinderen door Severus vergeven, maar hij leek zich bijna onmiddellijk daarna weer bedacht te hebben. Net zoals Albinus zelf werden ook zijn vrouw en kinderen onthoofd. Albinus' onthoofde lichaam werd, samen met de lijken van zijn vermoorde familieleden, in de Rhone geworpen. Het hoofd van Albinus werd naar Rome gezonden en daar tentoongesteld als een waarschuwing voor Albinus' aanhangers in de Senaat. Samen met het hoofd stuurde hij een brutale brief, waarin hij de senaat bespotte voor hun steun aan Albinus. De stad Lugdunum werd geplunderd en vernietigd en de aanhangers van Albinus werden door Severus wreed vervolgd.
Albinus was een man van grote lichamelijke schoonheid en kracht, een ervaren generaal, een bekwame gladiator, een ernstige en vaak wrede commandant en hij werd ook wel de Catilina van zijn tijd genoemd. Hij had een zoon, of misschien twee, die, zoals al gezegd, in opdracht van Severus samen met hun moeder werden geëxecuteerd. Er wordt gezegd dat hij een verhandeling over de landbouw en een verzameling verhalen met de Milesian heeft geschreven.

## Voetnoten

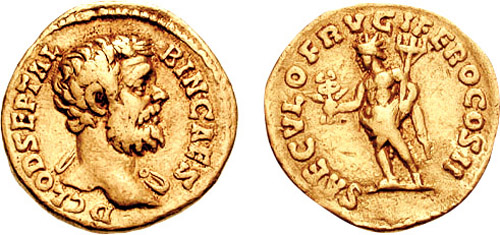
Clodius Albinus op een Romeinse munt uit 194 n.Chr.

1. 1 2 3  Capitolinus, Clodius Albinus 4-10
2. ↑  De Britse legioenen waren II Augusta. VI Victrix en XX Valeria Victrix, het Spaanse legioen was de VII Gemina.
3. ↑  In feite ontdeed hij Britannia van alle beschikbare soldaten, wat betekende dat Severus' nieuwe regering te maken kreeg met verschillende opstanden, waaronder die van de Maeatae.
4. ↑  Spartianus, Severus 11
5. ↑  Deze schatting lijkt een overdrijving te zijn
6. ↑  Cassius Dio, lxx. 4-7
7. ↑  Herodianus, ii. 15 iii. 5-7